# Mistrovství Evropy v orientačním běhu 2012
9. Mistrovství Evropy v orientačním běhu se konalo ve Švédsku od 14. května do 20. května 2012. Centrum akce bylo v provincii Dalarna, konkrétně v okolí měst Falun a Mora. Hlavními pořadateli byly sportovní kluby FK Mora a OK Kåre. Program mistrovství zahrnoval kvalifikační a finálové závody ve třech individuálních disciplínách – sprintu, krátké trati (middle) a dlouhé trati (long) – a také štafetové závody. Závody probíhaly v různých typech terénu, od městského prostředí ve Falunu pro sprint až po lesnaté a kopcovité oblasti v okolí Skattungby pro middle a long. V ženské kategorii dominovala švýcarská závodnice Simone Niggli-Luderová, která získala zlaté medaile ve sprintu, na krátké i dlouhé trati. V mužské kategorii vybojoval dvě zlaté medaile Nor Olav Lundanes, a to na krátké a dlouhé trati, zatímco ve sprintu zvítězil domácí závodník Jonas Leandersson. Česká reprezentace dosáhla několika významných umístění, přičemž nejlepším výsledkem bylo 12. místo Jana Šedivého v middlu. Mistrovství Evropy 2012 bylo významnou událostí v kalendáři orientačního běhu, která nabídla náročné tratě a silnou mezinárodní konkurenci.

## Program závodů
Mistrovství Evropy v orientačním běhu 2012 se konalo od 14. do 20. května ve švédské provincii Dalarna, s centrem v blízkosti měst Falun a Mora. Program mistrovství byl navržen tak, aby prověřil všestranné schopnosti závodníků v různých typech terénu a disciplínách. První dva dny, 14. a 15. května, byly věnovány kvalifikačním závodům na střední a dlouhé trati v oblasti Hökberg, která se vyznačuje lesnatým terénem s mírně kopcovitým profilem. Následovala 16. května kvalifikace ve sprintu, která se uskutečnila ve městě Falun, kde tratě vedly městskou zástavbou s parkovými plochami, což vyžadovalo rychlou orientaci a přesné navigační schopnosti. Finálové závody začaly 17. května střední tratí v oblasti Skattungby, která nabízela kopcovitý lesnatý terén s bohatou vegetací, kladoucí důraz na technickou zdatnost závodníků. Dne 18. května se konalo finále dlouhé trati opět ve Skattungby, s náročnými tratěmi v členitém terénu, testujícími fyzickou vytrvalost a strategické plánování postupů. Finále ve sprintu proběhlo 19. května v areálu Lugnet ve Falunu, kde kombinace sportovního areálu a městského prostředí poskytla dynamické a rychlé tratě s častými změnami směru. Mistrovství bylo zakončeno 20. května štafetovými závody opět v Lugnetu, kde tříčlenné týmy soutěžily v lesnatém terénu se sportovními prvky, což vyžadovalo jak individuální výkon, tak týmovou spolupráci. Tento rozmanitý program poskytl závodníkům komplexní soutěžní zážitek a důkladně prověřil jejich orientační a fyzické schopnosti v různorodých podmínkách.
Program Mistrovství Evropy byl zveřejněn v souladu s Pravidly IOF v Bulletinu číslo čtyři:
| Falun Centrum Mistrovství Evropy 2012 ŠVÉDSKO | Den        | Závod                | Centrum závodu | Typ terénu                                 |
| --------------------------------------------- | ---------- | -------------------- | -------------- | ------------------------------------------ |
| Falun Centrum Mistrovství Evropy 2012 ŠVÉDSKO | 14. května | Kvalifikace – Middle | Hökberg        | Lesnatý terén s mírně kopcovitým profilem  |
| Falun Centrum Mistrovství Evropy 2012 ŠVÉDSKO | 15. května | Kvalifikace – Long   | Hökberg        | Lesnatý terén s mírně kopcovitým profilem  |
| Falun Centrum Mistrovství Evropy 2012 ŠVÉDSKO | 16. května | Kvalifikace – Sprint | Falun          | Městská zástavba s parkovými plochami      |
| Falun Centrum Mistrovství Evropy 2012 ŠVÉDSKO | 17. května | Finále – Middle      | Skattungby     | Kopcovitý lesnatý terén s bohatou vegetací |
| Falun Centrum Mistrovství Evropy 2012 ŠVÉDSKO | 18. května | Finále – Long        | Skattungby     | Kopcovitý lesnatý terén s bohatou vegetací |
| Falun Centrum Mistrovství Evropy 2012 ŠVÉDSKO | 19. května | Finále – Sprint      | Lugnet         | Sportovní areál a městské prostředí        |
| Falun Centrum Mistrovství Evropy 2012 ŠVÉDSKO | 20. května | Štafety              | Lugnet         | Sportovní areál a městské prostředí        |

## Sprint
Závod ve sprintu na Mistrovství Evropy v orientačním běhu 2012 se konal 19. května 2012 v areálu Lugnet ve městě Falun. Tratě vedly městským prostředím s technicky náročnými pasážemi, což kladlo důraz na rychlé a přesné rozhodování závodníků. V mužské kategorii zvítězil domácí závodník Jonas Leandersson, který trať o délce 3,54 km s 20 kontrolami a převýšením 50 m absolvoval v čase 15:20 min. V ženské kategorii dominovala Simone Niggli-Luderová ze Švýcarska, která 3,21 km dlouhou trať se 16 kontrolami a převýšením 40 m zdolala za 14:58 min. Z českých reprezentantů dosáhla nejlepšího výsledku Ivana Bochenková, která obsadila 33. místo. V mužské kategorii byl nejlepším Čechem Vojtěch Král, který skončil na 18. místě. 
Zajímavostí sprintu žen byla kontroverze o bronzovou medaili. Norka Anne M. Hausken Nordberg sice doběhla ve 3. nejlepším čase, ale analýza GPS ukázala, že na trati překonala plot zakreslený jako nepřekonatelný. Běžela místem, kudy optimální postup vůbec nevedl, takže zřejmě chybovala a využila otevřené branky v plotu. Jury po protestu dodatečně Hausken diskvalifikovala – bohužel až poté, co proběhlo oficiální vyhlášení, kde Norka převzala medaili. Bronz tak připadl dánské závodnici Maje Møller Alm, která se ovšem na stupně vítězů už nedostala.
| Zkrácené výsledky                                                       | Zkrácené výsledky                                                       | Zkrácené výsledky                                                       | Zkrácené výsledky                                                       | Zkrácené výsledky                                                       | Zkrácené výsledky                                                       | Zkrácené výsledky                                                       | Zkrácené výsledky                                                       | Zkrácené výsledky                                                       | Zkrácené výsledky                                                       |
| Muži                                                                    | Muži                                                                    | Muži                                                                    | Muži                                                                    | Muži                                                                    | Ženy                                                                    | Ženy                                                                    | Ženy                                                                    | Ženy                                                                    | Ženy                                                                    |
| ----------------------------------------------------------------------- | ----------------------------------------------------------------------- | ----------------------------------------------------------------------- | ----------------------------------------------------------------------- | ----------------------------------------------------------------------- | ----------------------------------------------------------------------- | ----------------------------------------------------------------------- | ----------------------------------------------------------------------- | ----------------------------------------------------------------------- | ----------------------------------------------------------------------- |
| - Traťové parametry: 3,54 km, 20 kontrol, 50 m převýšení - Mapa : Falun | - Traťové parametry: 3,54 km, 20 kontrol, 50 m převýšení - Mapa : Falun | - Traťové parametry: 3,54 km, 20 kontrol, 50 m převýšení - Mapa : Falun | - Traťové parametry: 3,54 km, 20 kontrol, 50 m převýšení - Mapa : Falun | - Traťové parametry: 3,54 km, 20 kontrol, 50 m převýšení - Mapa : Falun | - Traťové parametry: 3,21 km, 16 kontrol, 40 m převýšení - Mapa : Falun | - Traťové parametry: 3,21 km, 16 kontrol, 40 m převýšení - Mapa : Falun | - Traťové parametry: 3,21 km, 16 kontrol, 40 m převýšení - Mapa : Falun | - Traťové parametry: 3,21 km, 16 kontrol, 40 m převýšení - Mapa : Falun | - Traťové parametry: 3,21 km, 16 kontrol, 40 m převýšení - Mapa : Falun |
| Umístění                                                                | Země                                                                    | Jméno a příjmení                                                        | Čas                                                                     | Ztráta                                                                  | Umístění                                                                | Země                                                                    | Jméno a příjmení                                                        | Čas                                                                     | Ztráta                                                                  |
| Zlatá medaile                                                           | Švédsko                                                                 | Jonas Leandersson                                                       | 15:20 min                                                               | 0:00                                                                    | Zlatá medaile                                                           | Švýcarsko                                                               | Simone Niggli                                                           | 14:58 min                                                               | 0:00                                                                    |
| Stříbrná medaile                                                        | Bulharsko                                                               | Kiril Nikolow                                                           | 15:25 min                                                               | +0:05                                                                   | Stříbrná medaile                                                        | Švédsko                                                                 | Lena Eliasson                                                           | 15:30 min                                                               | +0:32                                                                   |
| Bronzová medaile                                                        | Švédsko                                                                 | Jerker Lysell                                                           | 15:27 min                                                               | +0:07                                                                   | Bronzová medaile                                                        | Dánsko                                                                  | Maja Møller Alm                                                         | 15:49 min                                                               | +0:51                                                                   |
| 4.                                                                      | Švýcarsko                                                               | Daniel Hubmann                                                          | 15:27 min                                                               | +0:07                                                                   | 4.                                                                      | Švýcarsko                                                               | Judith Wyder                                                            | 15:58 min                                                               | +1:00                                                                   |
| 5.                                                                      | Spojené království                                                      | Scott Fraser                                                            | 15:34 min                                                               | +0:14                                                                   | 5.                                                                      | Švýcarsko                                                               | Rahel Friedrich                                                         | 16:16 min                                                               | +1:18                                                                   |
| 6.                                                                      | Švýcarsko                                                               | Matthias Kyburz                                                         | 15:46 min                                                               | +0:26                                                                   | 6.                                                                      | Dánsko                                                                  | Emma Klingenberg                                                        | 16:23 min                                                               | +1:25                                                                   |
| 7.                                                                      | Švýcarsko                                                               | Matthias Müller                                                         | 15:55 min                                                               | +0:35                                                                   | 7.                                                                      | Rusko                                                                   | Svetlana Mironova                                                       | 16:25 min                                                               | +1:27                                                                   |
| 8.                                                                      | Litva                                                                   | Jonas Vytautas Gvildys                                                  | 16:02 min                                                               | +0:42                                                                   | 8.                                                                      | Finsko                                                                  | Marika Teini                                                            | 16:29 min                                                               | +1:31                                                                   |
| Oficiální výsledky (Archiv IOF)                                         |                                                                         |                                                                         |                                                                         |                                                                         |                                                                         |                                                                         |                                                                         |                                                                         |                                                                         |

## Middle
Finálový závod na střední trati (middle) se uskutečnil 17. května 2012 v oblasti Skattungby, která se nachází v provincii Dalarna ve středním Švédsku. Tento terén byl charakteristický kopcovitým lesnatým prostředím s bohatou vegetací, což kladlo vysoké nároky na technickou zdatnost a fyzickou připravenost závodníků. Tratě byly navrženy tak, aby prověřily schopnost rychlé a přesné navigace v náročném terénu. V mužské kategorii zvítězil norský závodník Olav Lundanes, který trať o délce 6,2 km s 23 kontrolami a převýšením 310 m absolvoval v čase 34:12 min. Druhé místo obsadil ruský závodník Valentin Novikov s časem 35:31 min se ztrátou +1:19 min a třetí skončil Nor Carl Waaler Kaas s časem 35:46 min (+1:34 min). Tento závod byl nečekaně ochuzen o účast jednoho z největších favoritů, desetinásobného mistra světa Thierryho Gueorgioua, který se kvůli zánětu okostice rozhodl odstoupit z mistrovství a předčasně odcestovat do Francie, kde podstoupil lékařské vyšetření. Později se ukázalo, že kromě zánětu trpěl také únavovou zlomeninou holenní kosti, což jej vyřadilo ze zbytku sezóny. V ženské kategorii dominovala švýcarská závodnice Simone Niggli-Luderová, která trať o délce 5,2 km s 18 kontrolami a převýšením 260 m zdolala za 33:42 min. Druhé místo obsadila Finka Minna Kauppiová s časem 35:07 min (+1:25 min) a třetí skončila Ruska Tatjana Rjabkina s časem 35:21 min (+1:34 min). Nejlepšího výsledku z českých reprezentantů dosáhl Jan Procházka, který obsadil 16. místo v mužské kategorii s časem 37:02 min. V ženské kategorii skončila nejlépe Dana Šafka Brožková, která doběhla na 25. místě s časem 41:32 min.
| Výsledky Krátká trať (Middle)                                                 | Výsledky Krátká trať (Middle)                                                 | Výsledky Krátká trať (Middle)                                                 | Výsledky Krátká trať (Middle)                                                 | Výsledky Krátká trať (Middle)                                                 | Výsledky Krátká trať (Middle)                                                 | Výsledky Krátká trať (Middle)                                                 | Výsledky Krátká trať (Middle)                                                 | Výsledky Krátká trať (Middle)                                                 | Výsledky Krátká trať (Middle)                                                 |
| Muži                                                                          | Muži                                                                          | Muži                                                                          | Muži                                                                          | Muži                                                                          | Ženy                                                                          | Ženy                                                                          | Ženy                                                                          | Ženy                                                                          | Ženy                                                                          |
| ----------------------------------------------------------------------------- | ----------------------------------------------------------------------------- | ----------------------------------------------------------------------------- | ----------------------------------------------------------------------------- | ----------------------------------------------------------------------------- | ----------------------------------------------------------------------------- | ----------------------------------------------------------------------------- | ----------------------------------------------------------------------------- | ----------------------------------------------------------------------------- | ----------------------------------------------------------------------------- |
| - Traťové parametry: 6,2 km, 23 kontrol, 310 m převýšení - Mapa : Skattungbyn | - Traťové parametry: 6,2 km, 23 kontrol, 310 m převýšení - Mapa : Skattungbyn | - Traťové parametry: 6,2 km, 23 kontrol, 310 m převýšení - Mapa : Skattungbyn | - Traťové parametry: 6,2 km, 23 kontrol, 310 m převýšení - Mapa : Skattungbyn | - Traťové parametry: 6,2 km, 23 kontrol, 310 m převýšení - Mapa : Skattungbyn | - Traťové parametry: 5,2 km, 18 kontrol, 260 m převýšení - Mapa : Skattungbyn | - Traťové parametry: 5,2 km, 18 kontrol, 260 m převýšení - Mapa : Skattungbyn | - Traťové parametry: 5,2 km, 18 kontrol, 260 m převýšení - Mapa : Skattungbyn | - Traťové parametry: 5,2 km, 18 kontrol, 260 m převýšení - Mapa : Skattungbyn | - Traťové parametry: 5,2 km, 18 kontrol, 260 m převýšení - Mapa : Skattungbyn |
| Umístění                                                                      | Země                                                                          | Jméno a příjmení                                                              | Čas                                                                           | Ztráta                                                                        | Umístění                                                                      | Země                                                                          | Jméno a příjmení                                                              | Čas                                                                           | Ztráta                                                                        |
| Zlatá medaile                                                                 | Norsko                                                                        | Olav Lundanes                                                                 | 34:12 min                                                                     | 0:00                                                                          | Zlatá medaile                                                                 | Švýcarsko                                                                     | Simone Niggli                                                                 | 33:42 min                                                                     | 0:00                                                                          |
| Stříbrná medaile                                                              | Rusko                                                                         | Valentin Novikov                                                              | 35:31 min                                                                     | +1:19                                                                         | Stříbrná medaile                                                              | Finsko                                                                        | Minna Kauppi                                                                  | 35:07 min                                                                     | +1:25                                                                         |
| Bronzová medaile                                                              | Norsko                                                                        | Carl Waaler Kaas                                                              | 35:46 min                                                                     | +1:34                                                                         | Bronzová medaile                                                              | Rusko                                                                         | Tatjana Rjabkina                                                              | 35:21 min                                                                     | +1:39                                                                         |
| 4.                                                                            | Ukrajina                                                                      | Oleksandr Kratov                                                              | 36:13 min                                                                     | +2:01                                                                         | 4.                                                                            | Švédsko                                                                       | Helena Jansson                                                                | 36:06 min                                                                     | +2:24                                                                         |
| 5.                                                                            | Švédsko                                                                       | Gustav Bergman                                                                | 36:27 min                                                                     | +2:15                                                                         | 5.                                                                            | Švédsko                                                                       | Tove Alexandersson                                                            | 36:31 min                                                                     | +2:49                                                                         |
| 6.                                                                            | Švýcarsko                                                                     | Matthias Merz                                                                 | 36:27 min                                                                     | +2:15                                                                         | 6.                                                                            | Švédsko                                                                       | Annika Billstam                                                               | 36:35 min                                                                     | +2:53                                                                         |
| 7.                                                                            | Švýcarsko                                                                     | Marc Lauenstein                                                               | 36:28 min                                                                     | +2:16                                                                         | 7.                                                                            | Finsko                                                                        | Merja Rantanen                                                                | 37:00 min                                                                     | +3:18                                                                         |
| 8.                                                                            | Rusko                                                                         | Dmitri Tsvetkov                                                               | 36:44 min                                                                     | +2:32                                                                         | 8.                                                                            | Norsko                                                                        | Mari Fasting                                                                  | 36:44 min                                                                     | +3:02                                                                         |
| Oficiální výsledky (Archiv IOF)                                               |                                                                               |                                                                               |                                                                               |                                                                               |                                                                               |                                                                               |                                                                               |                                                                               |                                                                               |

## Long
Finálový závod na dlouhé trati (long) se uskutečnil 18. května 2012 v oblasti Skattungby, která se nachází v provincii Dalarna ve středním Švédsku. Terén byl kopcovitý a lesnatý s velkým množstvím detailů v reliéfu, což činilo navigaci v terénu náročnou. Trasa dlouhé trati byla fyzicky velmi náročná s výrazným převýšením, což znamenalo, že závodníci museli dobře rozvrhnout své síly a udržet koncentraci po celou dobu závodu. V mužské kategorii zvítězil norský závodník Olav Lundanes, který trať o délce 15,36 km s 33 kontrolami a převýšením 630 m absolvoval v čase 1:27:43 hod. Druhé místo obsadil Švýcar Matthias Merz s časem 1:28:48 hod se ztrátou +1:05 min a třetí skončil ruský reprezentant Valentin Novikov s časem 1:29:13 hod (+1:30 min). V ženské kategorii triumfovala švýcarská závodnice Simone Niggli-Luderová, která zvládla trať dlouhou 9,67 km s 24 kontrolami a převýšením 450 m za 1:07:34 hod. Druhá skončila ruská závodnice Tatjana Rjabkina s časem 1:08:34 hod se ztrátou +1:00 min a třetí příčku obsadila Finka Minna Kauppiová, která závod dokončila v čase 1:09:08 hod (+1:34 min). Nejlepšího výsledku z českých reprezentantů dosáhl Jan Šedivý, který obsadil 12. místo v mužské kategorii s časem 1:34:08 hod. V ženské kategorii se nejlépe umístila Iveta Duchová, která doběhla na 16. místě s časem 1:14:18 hod.
Zajímavý příběh šampionátu se odehrál mimo samotné mapy: při cestě na kvalifikaci longu došlo k vážné dopravní nehodě – převrátila se cisterna s benzínem a zablokovala hlavní silnici. Lars-Åke Dickfors, švédský masér českého týmu, duchapřítomně vytáhl z havarovaného vozu zraněného řidiče a možná mu zachránil život. Cisterna naštěstí neexplodovala, ale nehoda způsobila dopravní chaos a hrozilo odložení závodu.
| Výsledky Klasická trať (Long)                                                  | Výsledky Klasická trať (Long)                                                  | Výsledky Klasická trať (Long)                                                  | Výsledky Klasická trať (Long)                                                  | Výsledky Klasická trať (Long)                                                  | Výsledky Klasická trať (Long)                                                 | Výsledky Klasická trať (Long)                                                 | Výsledky Klasická trať (Long)                                                 | Výsledky Klasická trať (Long)                                                 | Výsledky Klasická trať (Long)                                                 |
| Muži                                                                           | Muži                                                                           | Muži                                                                           | Muži                                                                           | Muži                                                                           | Ženy                                                                          | Ženy                                                                          | Ženy                                                                          | Ženy                                                                          | Ženy                                                                          |
| ------------------------------------------------------------------------------ | ------------------------------------------------------------------------------ | ------------------------------------------------------------------------------ | ------------------------------------------------------------------------------ | ------------------------------------------------------------------------------ | ----------------------------------------------------------------------------- | ----------------------------------------------------------------------------- | ----------------------------------------------------------------------------- | ----------------------------------------------------------------------------- | ----------------------------------------------------------------------------- |
| - Traťové parametry: 15,4 km, 33 kontrol, 630 m převýšení - Mapa : Skattungbyn | - Traťové parametry: 15,4 km, 33 kontrol, 630 m převýšení - Mapa : Skattungbyn | - Traťové parametry: 15,4 km, 33 kontrol, 630 m převýšení - Mapa : Skattungbyn | - Traťové parametry: 15,4 km, 33 kontrol, 630 m převýšení - Mapa : Skattungbyn | - Traťové parametry: 15,4 km, 33 kontrol, 630 m převýšení - Mapa : Skattungbyn | - Traťové parametry: 9,7 km, 24 kontrol, 450 m převýšení - Mapa : Skattungbyn | - Traťové parametry: 9,7 km, 24 kontrol, 450 m převýšení - Mapa : Skattungbyn | - Traťové parametry: 9,7 km, 24 kontrol, 450 m převýšení - Mapa : Skattungbyn | - Traťové parametry: 9,7 km, 24 kontrol, 450 m převýšení - Mapa : Skattungbyn | - Traťové parametry: 9,7 km, 24 kontrol, 450 m převýšení - Mapa : Skattungbyn |
| Umístění                                                                       | Země                                                                           | Jméno a příjmení                                                               | Čas                                                                            | Ztráta                                                                         | Umístění                                                                      | Země                                                                          | Jméno a příjmení                                                              | Čas                                                                           | Ztráta                                                                        |
| Zlatá medaile                                                                  | Norsko                                                                         | Olav Lundanes                                                                  | 1:27:43 h                                                                      | 0:00                                                                           | Zlatá medaile                                                                 | Švýcarsko                                                                     | Simone Niggli                                                                 | 1:07:34 h                                                                     | 0:00                                                                          |
| Stříbrná medaile                                                               | Švýcarsko                                                                      | Matthias Merz                                                                  | 1:28:48 h                                                                      | +1:05                                                                          | Stříbrná medaile                                                              | Rusko                                                                         | Tatjana Rjabkina                                                              | 1:08:34 h                                                                     | +1:00                                                                         |
| Bronzová medaile                                                               | Rusko                                                                          | Valentin Novikov                                                               | 1:29:13 h                                                                      | +1:30                                                                          | Bronzová medaile                                                              | Finsko                                                                        | Minna Kauppi                                                                  | 1:09:08 h                                                                     | +1:34                                                                         |
| 4.                                                                             | Norsko                                                                         | Anders Nordberg                                                                | 1:30:09 h                                                                      | +2:26                                                                          | 4.                                                                            | Švédsko                                                                       | Tove Alexandersson                                                            | 1:07:21 h                                                                     | +1:47                                                                         |
| 5.                                                                             | Švýcarsko                                                                      | Marc Lauenstein                                                                | 1:30:52 h                                                                      | +3:09                                                                          | 5.                                                                            | Švédsko                                                                       | Annika Billstam                                                               | 1:09:10 h                                                                     | +2:36                                                                         |
| 6.                                                                             | Ukrajina                                                                       | Oleksandr Kratov                                                               | 1:32:41 h                                                                      | +4:58                                                                          | 6.                                                                            | Norsko                                                                        | Tone Wigemyr                                                                  | 1:10:18 h                                                                     | +3:44                                                                         |
| 7.                                                                             | Francie                                                                        | Philippe Adamski                                                               | 1:32:57 h                                                                      | +5:14                                                                          | 7.                                                                            | Norsko                                                                        | Mari Fasting                                                                  | 1:10:41 h                                                                     | +4:07                                                                         |
| 8.                                                                             | Rusko                                                                          | Dmitri Tsvetkov                                                                | 1:32:59 h                                                                      | +5:16                                                                          | 8.                                                                            | Švédsko                                                                       | Lina Strand                                                                   | 1:10:49 h                                                                     | +4:15                                                                         |
| Oficiální výsledky (Archiv IOF)                                                |                                                                                |                                                                                |                                                                                |                                                                                |                                                                               |                                                                               |                                                                               |                                                                               |                                                                               |

## Štafety
Závěrečný den Mistrovství Evropy v orientačním běhu 2012 přinesl napínavé souboje ve štafetových závodech, které se konaly 20. května 2012 ve Falunu, konkrétně v lyžařském areálu Lugnet. Závodníci soutěžili v tříčlenných týmech na tratích vedených kombinací lesního a městského prostředí, kde klíčovou roli sehrála nejen rychlost, ale i přesná navigace a týmová strategie. V mužské kategorii triumfovalo Švýcarsko, jehož štafetu tvořili Martin Hubmann, Matthias Müller a Matthias Kyburz. Dokázali porazit favorizované Švédsko, které ve složení Jonas Leandersson, Fredrik Johansson a Anders Holmberg zaostalo o tři sekundy. Bronz získala štafeta Francie ve složení Frédéric Tranchand, Philippe Adamski a François Gonon, která finišovala 12 sekund za vítězi. Mezi ženami zvítězil tým Ruska, který ve složení Natalja Jefimovová, Světlana Mironovová a Tatjana Rjabkina doběhl do cíle v čase 1:55:35 hod. Na druhém místě skončily závodnice Finska (Sofia Haajanenová, Merja Rantanenová, Minna Kauppiová) se ztrátou pouhých devíti sekund, zatímco třetí místo obsadila štafeta Švédska (Annika Billstamová, Lina Strandová, Tove Alexanderssonová) se ztrátou 3:55 min. Nejlepším výsledkem české reprezentace bylo 7. místo ženské štafety ve složení Vendula Klechová, Iveta Duchová a Dana Brožková, které dokončily závod v čase 2:05:25 hod. Mužská štafeta ve složení Jan Šedivý, Jan Procházka a Štěpán Kodeša obsadila 11. místo.
| Zlatá medaile               | Švýcarsko (Martin Hubmann, Matthias Müller, Matthias Kyburz)       | 1:53:43 | –     | Zlatá medaile    | Rusko (Natalja Jefimovová, Světlana Mironovová, Taťjana Rjabkinová) | 1:55:35 | –     |
| Stříbrná medaile            | Švédsko (Jonas Leandersson, Fredrik Johansson, Anders Holmberg)    | 1:53:46 | +0:03 | Stříbrná medaile | Finsko (Sofia Haajanenová, Merja Rantanenová, Minna Kauppiová)      | 1:55:44 | +0:09 |
| Bronzová medaile            | Francie (Frédéric Tranchand, Philippe Adamski, François Gonon)     | 1:53:55 | +0:12 | Bronzová medaile | Švédsko (Annika Billstamová, Lina Strandová, Tove Alexanderssonová) | 1:56:30 | +0:55 |
| 4.                          | Norsko (Anders Nordberg, Carl Waaler Kaas, Olav Lundanes)          | 1:53:59 | +0:16 | 4.               | Dánsko (Emma Klingenbergová, Ida Bobachová, Maja Møller Almová)     | 1:59:20 | +3:45 |
| 5.                          | Rusko (Andrej Chramov, Dmitrij Cvetkov, Valentin Novikov)          | 1:54:38 | +0:55 | 5.               | Norsko (Tone Wigemyr, Mari Fasting, Anne Margrethe Hauskenová)      | 1:59:48 | +4:13 |
| 6.                          | Lotyšsko (Edgars Bertuks, Martins Sirmais, Kalvis Mihailovs)       | 1:56:20 | +2:37 | 6.               | Švýcarsko (Sara Lüscherová, Sarina Jenzerová, Rahel Friedrichová)   | 2:00:04 | +4:29 |
| 7.                          | Finsko (Jani Lakanen, Hannu Airila, Olli-Markus Taivainen)         | 1:57:07 | +3:24 | 7.               | Česko (Vendula Klechová, Iveta Duchová, Dana Brožková)              | 2:05:05 | +9:30 |
| 8.                          | Litva (Vilius Aleliunas, Simonas Krepsšta, Jonas Vytautas Gvildys) | 1:58:32 | +4:49 | 8.               | Litva (Kristina Rybakovaitė, Inga Kazlauskaitė, Aušrinė Kutkaitė)   | 2:05:21 | +9:46 |
| Oficiální výsledky (Archiv) |                                                                    |         |       |                  |                                                                     |         |       |

## Medailové pořadí podle zemí
Pořadí zúčastněných zemí podle získaných medailí v jednotlivých závodech mistrovství (tzv. olympijského hodnocení).
| Medailová klasifikace podle zemí | Medailová klasifikace podle zemí | Medailová klasifikace podle zemí | Medailová klasifikace podle zemí | Medailová klasifikace podle zemí | Medailová klasifikace podle zemí |
| Umístění                         | Země                             | Zlato                            | Stříbro                          | Bronz                            | Součet                           |
| -------------------------------- | -------------------------------- | -------------------------------- | -------------------------------- | -------------------------------- | -------------------------------- |
|                                  | Švýcarsko                        | 4                                | 1                                | 1                                | 6                                |
|                                  | Norsko                           | 2                                | -                                | 1                                | 3                                |
|                                  | Švédsko                          | 1                                | 2                                | 2                                | 5                                |
|                                  | Rusko                            | 1                                | 2                                | 2                                | 5                                |
| 5.                               | Finsko                           | -                                | 2                                | 1                                | 3                                |
| 6.                               | Bulharsko                        | -                                | 1                                | -                                | 1                                |
| 7.                               | Dánsko                           | -                                | -                                | 1                                | 1                                |
| 7.                               | Francie                          | -                                | -                                | 1                                | 1                                |